# Desmoscolex bengalensis
Desmoscolex bengalensis är en rundmaskart som beskrevs av Timm 1961. Desmoscolex bengalensis ingår i släktet Desmoscolex och familjen Desmoscolecidae. Inga underarter finns listade i Catalogue of Life.